# Distretto di Churuja
Il distretto di Churuja è un distretto del Perù nella provincia di Bongará (regione di Amazonas) con 272 abitanti al censimento 2007 dei quali 248 urbani e 24 rurali.
È stato istituito il 30 dicembre 1944.

## Località
Il distretto è suddiviso nelle seguenti località:
- Churuja
- Velapata
- Balcompata
- Vista Hermosa
- La Laguna
- San Pedro
- Tinta Muro
- Santa Teresa de Zutamal